# Tartessos
Tartessos va ser el lloc pel qual els grecs coneixien la primera civilització d'Occident, hereva de la cultura megalítica andalusa, que es va desenvolupar en el triangle format per les actuals ciutats de Huelva, Sevilla i San Fernando; a la costa sud-oest de la península Ibèrica, va tenir com a eix el riu Tartessos, que els romans van anomenar després Baetis i els àrabs Guadalquivir; no obstant això, res no és segur, i diversos autors tracten de situar el riu Tartessos als boscos de l'Odiel i el Tinto (ria de Huelva), al mar Menor, a les boques del Guadiana o al mateix Tajo.

## Característiques
Els tartessis van desenvolupar una llengua i escriptura diferent de la dels pobles veïns, i van tenir influències culturals d'egipcis i fenicis. Les influències fenícies hi són clares, ja que es pot dir que Tartessos és l'aculturació de les gents indígenes per part dels fenicis. Aquesta teoria es recolza en les cronologies de colonització i en les restes arqueològiques, com ceràmiques de reticle brunyit, de vernís vermell i les representacions religioses, que clarament fan referències a dees orientals com Astarté, notant que les lletres t-r-t s'assemblen clarament a Tartessos, i déus com Baal o Melkart (que sota la seva forma de bou apareix representat en nombroses ocasions). No és segur que existís una ciutat d'aquest nom, ja que encara no se n'ha trobat la ubicació, malgrat que sí que estan perfectament documentats altres poblats al llarg de la vall del Guadalquivir, territori d'expansió dels tartessis.
La seva probable capital, potser, va ser Turpa, al lloc que avui ocupa El Puerto de Santa María, a la desembocadura del Guadalete. Del topònim Turpa, l'arrel del qual és "t-r", sortirien totes les formes de Tartessos. Probablement, la ciutat i la civilització ja existien abans del 1000 aC dedicades al comerç, la metal·lúrgia i la pesca, però no en la forma que coneixem com el Tartessos clàssic.

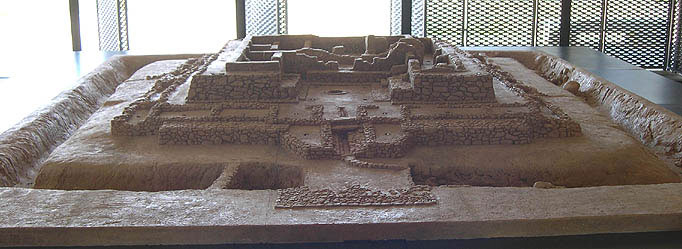
Maqueta d'unes ruïnes tartèssies

La posterior arribada dels fenicis i el seu establiment a Gadir (actual Cadis) tal vegada estimulà el seu imperialisme sobre les terres i ciutats de l'entorn, la intensificació de l'explotació de les mines de coure i argent (Tartessos es va convertir en el principal proveïdor de bronze i argent de la Mediterrània), així com la navegació fins a les Illes Casitèrides (les Illes Britàniques o, més concretament, les Illes de Scilly), d'on van importar l'estany necessari per a la producció de bronze, encara que també l'obtenien per la rentada de sorres estanníferes. La seva forma de govern era la monarquia, i posseïen lleis escrites en vers sobre taules de bronze des de temps immemorial (Heròdot en parla de 6.000 anys).
Al segle vi aC, Tartessos desapareix abruptament de la història, segurament escombrada per Cartago que, després de la batalla d'Alàlia, li va fer pagar així la seva aliança amb els grecs. Uns altres diuen que va ser refundada, sota condicions poc clares, amb el nom de Càrpia. També s'han trobat restes de destrucció deliberada dels assentaments per part dels seus habitants. Els romans anomenaren l'àmplia badia de Cadis Tartessius Sinus, però aleshores el regne ja no existia. Quan el viatger Pausànies va visitar Grècia al segle ii aC, va veure dues cambres en un santuari d'Olímpia que la gent d'Elis afirmava que varen ser fetes amb bronze tartessi. «Diuen que Tartessos és un riu a la terra dels ibers, que arriba al mar per dues boques i que entre aquestes dues boques es troba una ciutat d'aquest mateix nom. El riu, que és el més llarg d'Ibèria, i té marea, és anomenat en dies més recents Baetis, i hi ha alguns que pensen que Tartessos va ser el nom antic de Càrpia, una ciutat dels ibers». El solar de Tartessos s'ha perdut i probablement està enterrat sota les canviants maresmes que han substituït els antics estuaris de la moderna desembocadura del Guadalquivir.
Actualment, el delta fluvial ha estat bloquejat gradualment per una enorme llengua de sorra que s'estén des de río Tinto, prop de Palos de la Frontera, fins a la ribera oposada a Sanlúcar de Barrameda. L'àrea està protegida actualment i forma part del Parc Nacional de Doñana.
Entusiastes del món tartessi imaginen els tartessis tractant amb l'Atlàntida i relacionen fosques troballes amb la misteriosa Dama d'Elx. El nom del Carpio sobreviu en un lloc d'un dels meandres del Guadalquivir. De tota manera, el nom ha estat associat al seu monument més característic, una torre morisca erigida l'any 1325 pel constructor responsable de l'Alcàsser de Sevilla. Els jaciments més importants que es podrien considerar tartessis són els tresors del Carambolo, d'Aliseda, de Belvís de la Jara i la necròpoli de la Joya, a Huelva capital. En la Bíblia, apareixen referències a un lloc nomenat Tarshish, també conegut com a Tarsis. En efecte, el rei Salomó tenia a la seva disposició naus de Tarsis juntament amb les naus d'Hiram.
Les naus de Tarsis venien una vegada cada tres anys i portaven or, argent, ivori, micos i paons.
Aquest lloc s'ha relacionat amb Tartessos, encara que existeix una àrdua discussió sobre l'assumpte. Tot i que hi ha nombroses restes arqueològiques al sud d'Espanya, com el tresor del Carambolo, que es consideren pertanyents a la cultura tartèssia, la ciutat de Tartessos encara no ha estat trobada. El seu possible emplaçament ha estat objecte d'estudi per l'arqueòleg i hispanista alemany Adolf Schulten (1870-1960), que va morir sense veure complert el seu somni de trobar la ciutat.

## Reis de Tartessos
A través de generacions, ens han arribat documents que parlen dels llegendaris sobirans de Tartessos: 
- Geríon: primer rei mitològic de Tartessos. Segons la llegenda, era un gegant tricèfal, que pasturava les seves ovelles a les ribes del Guadalquivir.
- Nòrax, net de Geríon: va conquistar el sud de Sardenya, on va fundar la ciutat de Nora.
- Gàrgoris: primer rei de la segona dinastia mitològica tartèssia, rei dels curetes. Va inventar l'apicultura.
- Habis o Habidis: va descobrir l'agricultura, lligant dos bous a una arada. Va formular les primeres lleis, va dividir la societat en set classes i va prohibir el treball als nobles. Sota el seu regnat, s'estableix un sistema social en què uns pocs viuen a costa del treball i la misèria d'una majoria pobra. Sobre aquests dos monarques es va escriure la tragicomèdia de Gàrgoris i Habidis, que esmenta un sistema social basat en l'explotació de l'ésser humà per l'ésser humà, nascut després del descobriment de l'agricultura. Es tracta de personatges mitològics, l'existència real dels quals és dubtosa.
- Argantoni: primer rei del qual es tenen referències històriques. Últim rei de Tartessos. Va viure 110 anys segons Heròdot, encara que alguns historiadors pensen que pugui referir-se a diversos reis coneguts pel mateix nom. Va propiciar el comerç amb els grecs, que hi van crear diverses colònies costaneres durant el seu regnat.

## Art tartessi
Els tartessis tenien uns peculiars monuments funeraris: eren monòlits, amb la funció de representar-hi a sobre una inscripció. Primerament, la representació es va fer amb dibuixos. Simbolitzaven una aristocràcia luxosa i poderosa. Normalment, era representada una figura humana gran que estava per sobre d'altres de més petites, ubicades en possessió de clemència. També hi solia aparèixer l'escuder de l'aristòcrata i el seu carro. Posteriorment, a les esteles ja no es dibuixava sinó que s'hi aplicava l'escriptura, la qual, en l'actualitat, encara no s'ha aconseguit de desxifrar i es llegeix de dreta a esquerra. No obstant això, era composta per 30 signes que representaven els sons de la seva llengua. Aquest fet pressuposa que no n'era difícil d'aprendre. Més tard, aparegueren les necròpolis, on l'aristocràcia era enterrada amb les seves riqueses, perquè així encara que estiguessin morts seguirien mantenint possessions i riqueses en el camí inevitable.
Les ceràmiques porten animals modelats, com són serps, que representen el món subterrani, lleons que es relacionaven amb la mitologia dels herois, flors que invoquen divinitats de la natura.
L'art tartessi es caracteritza per un estil esquemàtic i geomètric. És un art luxós, en part focalitzat vers el comerç. Parteix de les referències autòctones, però també té característiques orientalitzants, adoptades de l'art del llevant mediterrani que arribà a la península Ibèrica pel comerç marítim. L'art tartessi mostra moltes peces d'ornament fabricades amb or que constituïen veritables tresors apreciats per altres pobles.

## Economia i societat tartèssia
Els assentaments tartessis s'ubicaven en terres amb gran riquesa minera i que fossen privilegiats per al conreu i llocs de control dels camins per a controlar la transhumància dels ramats.
La relació del poble tartessi amb la resta de pobles de la Mediterrània transformà la seva economia. La població fou més complexa, dividida i especialitzada.
Els habitatges eren majoritàriament rodons en una primera etapa i d'un sol compartiment. Segurament, degueren estar destinats a ús comunitari i no tenien una mida fixada d'edificació. Les cases eren llocs d'emmagatzemament i per a dormir. El tipus d'habitatge es va anar desenvolupant fins a adquirir una forma quadrangular que permetia dividir els espais domèstics. Això donava pas a una major diferenciació de les funcions de cadascú i, per tant, ens genera la mostra d'una societat més heterogènia. La major part d'activitats es feien a l'aire lliure. Bàsicament la població es dedicava a la ramaderia i a l'agricultura.
La vida dels tartessis canvià quan a les seves costes arribaren els fenicis (mariners i mercaders) que portaven objectes per al comerç, com per exemple, teles, ceràmica, orfebreria, ivori, objectes de vidre, o canelobres.